# Nanorana aenea
Nanorana aenea är en groddjursart som först beskrevs av Smith 1922.  Nanorana aenea ingår i släktet Nanorana och familjen Dicroglossidae. IUCN kategoriserar arten globalt som otillräckligt studerad. Inga underarter finns listade i Catalogue of Life.